# خوان كويفاس
خوان كويفاس (بالإسبانية: Juan Cuevas)‏ هو لاعب كرة قدم أرجنتيني، ولد في 4 يونيو 1988 في Coronel Pringles ‏ في الأرجنتين. لعب مع أتلانتي إف سي وجيمناسيا لابلاتا وكلوب ليون ونادي تولوكا ونادي تيكوس ونادي سان لويس.

## وصلات خارجية
- خوان كويفاس على موقع قاعدة بيانات كرة القدم.إي يو (الإنجليزية)
- خوان كويفاس على موقع Soccerway.com (الإنجليزية)
- خوان كويفاس على موقع AS.com (الإسبانية)